# 안분표
안분표(일본어: 按分票, あんぶんひょう 안분효[*])는 자서식 투표를 할 때 어떤 후보자 혹은 정당에 투표했는지 특정하기 어려워 해당 표를 나누어 가지는 투표 방식이다.
「공직선거법」 제68조의2에 규정되어 있는데 법률에서는 按分이라고 표기하고 있지만 '按'이 일본의 상용한자가 아니기에 '案'를 대신 쓰기도 한다.
예를 들어 하나의 선거구에 야마다라는 성을 가진 후보자가 두 명 이상이 입후보했을 때 투표지에 성만 기재하면 어떤 야마다에게 투표한 건지 알 수가 없어진다. 이때 투표자의 의사를 최대한 반영하고자 이런 표들을 무효표로 처리하지 않고 안분표를 적용하게 된다. 적용하는 방식은 안분 대상이 되는 둘 이상의 야마다의 득표율을 산출해 각 야마다에게 안분표를 득표율에 맞춰 분배하는 식으로 이루어진다. 이때 소수점 넷째 자리 이하는 모두 버린다.
안분표는 후보자에게만 적용되지 않고 정당, 혹은 후보자와 정당 모두에게 적용된다. 일본의 선거는 후보자나 정당을 약칭으로 쓰는 것이 허용되는데 정당의 약칭이 서로 겹치거나 후보자와 정당의 약칭이 겹칠 수 있기 때문에 이런 경우도 안분표를 적용한다.
대표적인 사례로 1958년 제28회 일본 중의원 의원 총선거 나가사키현 제2구에 자유민주당 후보와 무소속 후보가 입후보했는데 둘 다 기타무라 도쿠타로라는 이름이었다. 이 선거에서 투표 용지에 성만 기재한 표는 모두 안분표로 계산되었는데 자민당의 기타무라는 3위로 당선, 무소속의 기타무라는 최하위로 낙선했다.(당시 일본은 중선거구제였기에 한 선거구에서 복수의 당선자가 나올 수 있었다)
또한 2009년 제45회 일본 중의원 의원 총선거 야마구치현 제1구에 자민당 후보로 고무라 마사히코가, 민주당 후보로 다카무라 쓰토무가 입후보했다. 그런데 고무라(高村)의 성을 다카무라라고 읽을 수 있었기에 투표 용지에 히라가나로 '다카무라'라고 쓴 경우 고무라의 표로 인정할 여지가 있었고 결국 이 표들은 모두 안분표로 처리됐다. 결과적으론 고무라가 당선됐고 다카무라는 비례대표로 부활했다.
정당명이 안분표로 처리된 사례로는 2013년 제23회 일본 참의원 의원 통상선거가 있다. 당시 비례구에 정당 녹색바람당(みどりの風)과 후보자 이시이 미도리(石井みどり)가 있었기에 투표 용지에 みどり만 쓴 경우 정당에 투표한 건지 후보자에 투표한 건지 불확실했기에 모두 안분표로 처리됐다. 이 현상은 2001년부터 비구속 명부식 제도가 도입되어 참의원 비례구에서 정당 이름 혹은 후보자 이름 중 원하는 걸 기재해도 상관없기 때문에 일어난 일이었다.
2021년 제49회 일본 중의원 의원 총선거 때는 입헌민주당과 국민민주당이 모두 민주당을 약칭으로 쓰는 바람에 민주당을 기재한 투표 용지가 모두 안분표가 돼 버리는 사태가 벌어졌다. 그 표가 적어도 34개 도도부현에서 197만 3,362표에 달했다고 한다.

## 같이 보기
- 자서식 투표
- 무효표